# Навашин, Сергей Гаврилович
Сергей Гаврилович Нава́шин (2 [14] декабря 1857, Царевщина, Саратовская губерния — 10 декабря 1930, Пушкино, Московская область) — российский и советский цитолог и эмбриолог растений. Профессор Киевского университета (с 1894 года). Основатель научной школы. Академик Российской академии наук (1918, членкор 1901).
В 1898 году открыл двойное оплодотворение у покрытосеменных растений.
Заложил основы морфологии хромосом и кариосистематики. Автор ряда работ по микологии и сравнительной анатомии.

## Биография
Происходил из дворянской семьи. Родился 2 (14) декабря 1857 года в селе Царёвщина Вольского уезда Саратовской губернии. После окончания Саратовской гимназии поступил в Медицинско-хирургическую академию в Санкт-Петербурге, где увлёкся органической химией, работал совместно с известным химиком и композитором А. П. Бородиным. Поскольку клиническая медицина Навашина не заинтересовала, он оставил академию и поступил на 2-й курс Московского университета, где не прекращал химических исследований. Слушал лекции по физиологии растений профессора К. А. Тимирязева и по окончании университета (1881) стал его ассистентом в Петровской сельскохозяйственной академии; одновременно работал на Московских высших женских курсах. Тимирязев способствовал специализации Навашина как ботаника, рекомендовал его профессору Санкт-Петербургского университета А. Н. Бекетову как соискателя степени магистра. Успешно сдав экзамены в Санкт-Петербурге, Навашин вернулся в Московский университет, где в должности приват-доцента читал введение в систематику грибов, а в Петровской сельскохозяйственной академии — патологию растений. Под руководством М. С. Воронина специализировался в области микологии и осваивал микроскопическую технику.
В 1894 году был приглашён работать на кафедру систематики и морфологии растений Киевского университета. Читал курс анатомии, морфологии и систематики растений. Участвовал в строительстве школы в районе Святошино под Киевом, занимался делами Киевского общества естествоиспытателей.
В 1894—1896 годах работал над исследованием берёзы обыкновенной. Работа «Об обыкновенной берёзе и морфологическом значении халацогамии» стала следствием подготовки диссертации на соискание степени доктора наук. Защита диссертации проходила в Новороссийском университете в 1896 году. Европейские учёные первоначально расценили работы Навашина как ошибочные, так как они сильно противоречили имевшимся на тот момент научным взглядам, но со временем вынуждены были признать его правоту.
В 1894—1914 годах работал директором ботанического сада Киевского университета.
В 1898 году представил доклад об исследовании двойного оплодотворения у лилии кудреватой (Lilium martagon L.) и рябчика восточного (Fritillaria tenella) на заседании Х съезда естествоиспытателей и врачей, в том же году опубликовал его на немецком языке. Многие ботаники и до Навашина подробно исследовали различные виды лилий, но умудрились не обратить внимания на этот важный феномен. Работал на острове Ява.
Навашин на собственные средства оборудовал небольшую лабораторию в селении Святошино недалеко от Киева. Здесь он продолжил свои научные исследования, всё больше углубляясь в чистую цитологию. Благодаря своей наблюдательности он опять добивается успеха и делает открытия, мимо которых прошли многие цитологи.
В 1915 году врачи диагностировали у С. Г. Навашина рак и даже предсказывали его скорую смерть, но после проведённой операции Сергей Гаврилович прожил ещё 15 лет. По совету врачей он переехал в Тифлис, где продолжил свою научную и педагогическую деятельность в должностях профессора Грузинского университета и Тифлисского политехникума.
В 1917 году был избран действительным членом Петербургской академия наук и шведской академии наук в Уппсале.
С весны 1923 года исполнял обязанности директора Государственного Тимирязевского научно-исследовательского института, одновременно продолжая свои научные исследования. Неоднократно выезжал с докладами на зарубежные научные симпозиумы. В 1930 году ушёл с поста директора, чтобы сосредоточиться исключительно на научной деятельности. Но осенью того же года заболел тяжёлой формой гриппа, который через полтора месяца привёл к заражению крови; 10 декабря 1930 года, в 2 часа ночи С. Г. Навашин скончался.

## Научная деятельность
С. Г. Навашин работал преимущественно в области химии, а также цитологии, биологии, эмбриологии и морфологии растений. Исследовал у берёзы механизм проникновения пыльцевой трубки в семенную почку через её основание — халазу; прохождения трубки у ольхи, вяза, грецкого ореха и впоследствии доказал наличие халазогамии и у других однопокровных растений. Фундаментальное значение имело открытие им у покрытосеменных растений двойного оплодотворения, что объяснило природу их триплоидного эндосперма. Заложил основы учения о морфологии хромосом и их таксономическом значении.

## Семья
Жена — Александра Савельевна, урожд. Сметанина (1861—1929).
Дети:
- Дмитрий Сергеевич Навашин[англ.] (1889, Киев — 1937), экономист и политический деятель. Близким другом его детства был Николай Анциферов. В молодости писал символистские стихи, переписывался с В. Брюсовым. После Февральской революции был назначен вице-председателем Красного Креста при Временном правительстве. С начала НЭПа — директор Советско-Французского банка. В 1927 году Навашин был направлен в Париж, стал «невозвращенцем». Среди его ближайших друзей были как министры, сенаторы и банкиры, так и масоны. Убит в Париже. По утверждению журнала «Тайм», Д. Навашин был убит за несколько дней до выступления с лекцией «Правда о московском процессе»[6]. Н. В. Валентинов-Вольский писал, что «после смерти Навашина ходили слухи, что он, внешне покинувший советскую службу и якобы отошедший от Москвы, на самом деле от неё не уходил, а, лишь маскируясь положением эмигранта, тайно выполнял очень важные поручения советской власти, в их числе покупку и отправку оружия испанским коммунистам». Жена — Мария Сергеевна, урожд. Щербатова. Дочь — Елена (род. в 1926).
- Татьяна Сергеевна Навашина (1891/4, Киев — 1976, Москва), филолог, редактор, переводчик. Работала научным редактором журнала «Природа».
- Михаил Сергеевич Навашин (1896, Киев — 1976, Москва), биолог.
  - Внук — Сергей Михайлович Навашин, микробиолог, академик. Его жена — Наталия Петровна Файдыш-Крандиевская, художница.

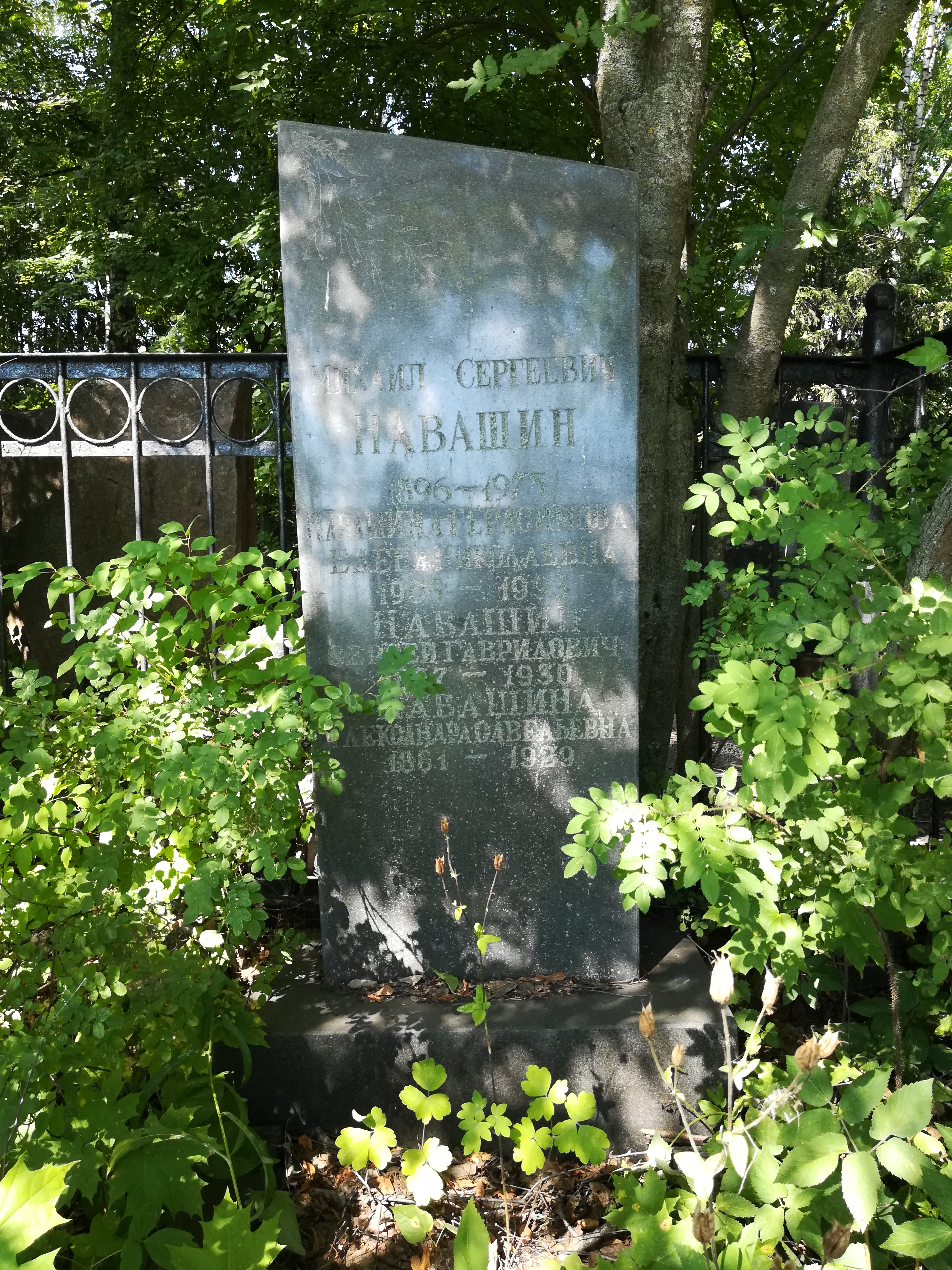
Могила на Переделкинском кладбище

## Награды и звания
- Лауреат премии имени К. Бэра (1904).
- Член-корреспондент Баварской академии наук (1908)[7].
- Иностранный член Лондонского Линнеевского общества (1911).
- Академик Всеукраинской академии наук (07.04.1924)[8]. Почётный член Немецкого ботанического общества.

## Память
В Саратове в честь академика С. Г. Навашина названа улица.